# بعامي تاشاز
بعامي تاشاز (بالعبرية: פַּעֲמֵי תַּשַׁ"ז‏) هو موشاف في جنوب إسرائيل. يقع في شمال غربي النقب بالقرب من نتيفوت ورهط، ويقع ضِمن نطاق مجلس مرحافيم الإقليمي. في 2019، بلغ عدد سكانه 562.

## التاريخ
تم إنشاء الموشاف عام 1953 من قبل مهاجرين من إيران. تم تسميته بهذا الاسم نسبة إلى 11 مستوطنة في النقب تأسست في أكتوبر 1946 (تاشاز بالتقويم العبري).

## وصلات خارجية
- Pa'amei Tashaz Negev Information Centre